# 王金初
王金初（1956年—），湖北英山人，汉族，中华人民共和国政治人物、第十二届全国人民代表大会湖北地区代表。
毕业于英山县卫生学校防疫妇幼保健专业。加入中国共产党。担任英山县温泉镇百丈河村党支部书记。2008年起担任全国人大代表。2013年，担任全国人大代表。